# Адсорбована коклюшно-дифтерійно-правцева вакцина
Адсорбована коклюшно-дифтерійно-правцева вакцина (скорочено Вакцина АКДП) — вакцина, до складу якої входить суміш із суспензії вбитих бактерій збудника кашлюку (Bordetella pertussis), та анатоксин збудників дифтерії (Corynebacterium diphtheriae) і правцю (Clostridium tetani). Вакцина застосовується для профілактики трьох інфекційних захворювань — кашлюку, дифтерії та правцю, та вводиться внутрішньом'язово. В Україні щеплення вакциною АКДП проводяться дітям віком до 18 місяців, у інших країнах щеплення цією вакциною може проводитись дітям до 4 років. Уперше коклюшно-дифтерійно-правцева вакцина ліцензована в 1949 році. Хоча застосування вакцини допомогло зберегти велику кількість людських життів шляхом уникнення зараження важкою інфекційною хворобою, в останні десятиліття її застосування викликає критику та нарікання з боку батьків тих дітей, які потребують щеплення цією вакциною через погану переносимість та буцімто значну кількість побічних ефектів.

## Застосування
Адсорбована коклюшно-дифтерійно-правцева вакцина (вакцина АКДП) застосовується для профілактики захворювання дітей на дифтерію, правець та кашлюк. Кожне із цих трьох гострих інфекційних захворювань може призвести як до смерті, так і до важких ускладнень, які можуть порушити діяльність ряду органів та систем організму дитини. Зокрема, дифтерія може призвести до справжнього крупу із раптовою зупинкою дихання, або до важкої форми інфекції із ураженням багатьох систем організму; правець призводить до ураження нервової системи, виникнення асфіксії та зупинку діяльності дихальної і серцево-судинної систем, що призводить до смерті; кашлюк призводить до ураження нервової системи із порушенням розумової діяльності дитини та відставанням у навчанні, крововиливу в мозок, важкого кашлю, дихальної недостатності та навіть випадіння прямої кишки. До введення обов'язкових щеплень проти дифтерії помирало близько 50 % дітей, що захворіли даним інфекційним захворюванням; при зараженні правцем новонароджених смертність від цього захворювання складає практично 100 %, а в старшому віці, при відсутності щеплень проти правцю, смертність від нього сягає до 80 %. Кашлюк багато хто не вважає серйозним захворюванням, адже до введення обов'язкової вакцинації ним хворіли практично всі діти, проте він є особливо небезпечним для дітей до 2 років, у яких є більша імовірність ураження головного мозку та значно вища смертність від кашлюку. Протягом більше 60 років імунізація немовлят в світі цільноклітинною вакциною (wP) від кашлюку успішно дозволила скоротити захворюваність та смертність на більше ніж 95%.
Щеплення вакциною АКДП проводиться згідно календаря щеплень внутрішньом'язово трьохкратно: перший раз у віці 3 місяці, друге щеплення проводиться через 30—45 днів після першого щеплення, третє щеплення дитині проводиться у віці 6 місяців. У віці 1,5 року дитині проводиться ревакцинація АДПМ. Перші вакцинації АКДП проводяться вакциною із вбитими цілісними клітинами збудника кашлюку для вироблення більшого імунітету від кашлюку. Ревакцинація може провдитися вакциною із відсутністю клітинних елементів збудника кашлюку, яка випускається з 1991 року та спричинює меншу кількість побічних ефектів. В Україні щеплення вакциною АКДП проводяться лише дітям віком до 18 місяців, у деяких інших країнах щеплення даною вакциною може проводитись дітям до 4 років. Дітям у віці від 6 років проводиться щеплення дифтерійно-правцевим анатоксином (АДП), після семи років, як і дорослим, проводиться щеплення модифікованим дифтерійно-правцевим анатоксином (АДП-М). Для запобігання виникненню інших інфекційних захворювань застосовуються також чотирьох- і п'ятикомпонентні вакцини: «Пентаксим», до складу якої також входять компноненти проти поліомієліту та гемофільної інфекції; дифтерійно-гепатитно B-коклюшно-правцева вакцина, до складу якої входить компонент проти вірусного гепатиту B; та дифтерійно-коклюшно-поліомієлітно-правцева вакцина, до складу якої також входить компонент проти поліомієліту.

## Побічна дія
Найчастішими побічними ефектами адсорбованої коклюшно-дифтерійно-правцевої вакцини є гарячка, головний біль, нудота і діарея, порушення сну, млявість, погіршення апетиту. Рідше при застосуванні вакцини АКДП можуть спостерігатися гіперемія в місці ін'єкції, набряк або припухлість у місці ін'єкції, порушення ходи, болючість у всій нижній кінцівці. Рідкісними побічними ефектами введення є судоми, набряк Квінке, кропив'янка, анафілактичний шок, неврологічні симптоми по типу енцефаліту. Рідкісним побічним ефектом введення вакцини є також синдром пронизливого крику, який проявляється криком дитини на високих тонах, що триває від 1 до 10 годин, та пов'язаний із ураженням нервової системи.

## Протипоказання
Протипоказами до введення адсорбованої коклюшно-дифтерійно-правцевої вакцини є попередні важкі побічні реації на введення АКДП, підвищена чутливість до компонентів вакцини, гострі захворювання або загострення хронічних захворювань на момент підготовки до введення вакцини, вроджені комбіновані імунодефіцитні стани, первинна гіпогаммаглобулінемія, а також наявність судом у анамнезі.

## Критика застосування
Застосування адсорбованої коклюшно-дифтерійно-правцевої вакцини супроводжується критикою через численні побічні ефекти. Критика лунає як від батьків дітей, яким проводяться щеплення, так і від частини лікарів та інших медичних працівників. Особливою недовірою користуються вакцини виробництва Індії та Росії. Прихильники застосування вакцини відповідають на це твердженням, що кількість побічних ефектів від застосування вакцини менш значуща від можливості захворіти на тяжку форму одного з трьох інфекційних захворювань, у двох з яких (дифтерії та правцю) є досить високою летальність серед нещеплених осіб. Частина оглядачів висловлювали припущення про збільшення випадків аутизму на фоні застосування АКДП унаслідок дії на організм тіомерсалу, який входить до складу вакцини як консервант. Однак численні клінічні дослідження не знайшли достовірного зв'язку між введенням вакцини та розвитком аутизму в дітей.